# Časová osa ruské invaze na Ukrajinu (2023)
Ve čtvrtek 24. února 2022 ráno zahájila Ruská federace invazi na Ukrajinu, čímž prudce eskalovala rusko-ukrajinská válka. Invazní vojska prováděla operace na území Ukrajiny i v následujících měsících a ani do konce kalendářního roku 2022 nedošlo k ukončení bojů. První leden 2023 tak byl již 312. dnem otevřeného válečného konfliktu.
Tato časová osa poskytuje chronologický přehled událostí v průběhu roku 2023, předchozí vývoj zachycuje článek Časová osa ruské invaze na Ukrajinu, vývoj v následujících letech pak časové osy 2024 a 2025.

## Leden 2023

### 1. leden
Brzy po půlnoci podnikly Ozbrojené síly Ukrajiny útok střelami ze salvového raketometu HIMARS na školní budovu v obci Makijivka užívanou ruskými okupanty jako sklad munice a ubytovna mužstva. Ukrajinská strana si nárokovala zabití až 400 příslušníků ruských ozbrojených sil, ruská strana přiznala ztrátu nejprve 63 a později 89 vojáků z řad branců.

### 14. leden
Během pokračujících ruských útoků na ukrajinskou infrastrukturu zasáhla střela s plochou dráhou letu typu Ch-22 vysokopodlažní obytnou budovu ve městě Dnipro. Zahynulo nejméně 40 civilních obyvatel, další desítky se pohřešují.

### 18. leden
Při letecké nehodě vrtulníku Airbus Helicopters H225 státní záchranné služby Ukrajiny ve městě Brovary v Kyjevské oblasti zahynul ukrajinský ministr vnitra Denys Monastyrskyj a dalších 13 osob. Dalších 29 utrpělo zranění.
Evropský židovský kongres vyjádřil svůj šok a znepokojení nad výroky ruského ministra zahraničí Lavrova, kterými přirovnal podporu vlád demokratických západních zemí Ukrajině k Holokaustu, a vyzval jej aby je stáhl a omluvil se za ně.

### 19. leden
Evropský parlament schválil poměrem hlasů 472 ku 19 (při 33 abstencích) usnesení vyzývající k vytvoření, v součinnosti s VS OSN, zvláštního tribunálu určeného k posouzení viny Ruska a čelných politických představitelů tam vládnoucího režimu, v otázce zločinu proti míru, v souvislosti s ruským útokem proti Ukrajině.

### 21. leden
Ozbrojené síly Ruské federace oznámily zahájení rozsáhlé ofenzívy v Záporožské oblasti.

### 24. leden
Ostřelování ruskými ozbrojenými silami těžce poškodilo porodnici v Chersonu.
Ruská řízená střela zasáhla tureckou nákladní loď Tuzla kotvící v chersonském přístavu. Incident si nevyžádal žádné oběti na životech.

### 25. leden
Spolková vláda Německa oficiálně oznámila, že uděluje souhlas s dodávkami tanků německého původu Leopard 2 z třetích zemí Ukrajině, a že Německo z vlastních zásob věnuje 14 kusů verze Leopard 2A6. Předpokládá se odeslání celkem okolo 70 kusů v různých verzích.
Městský soud v Moskvě potvrdil rozpuštění Moskevské Helsinské skupiny, lidskoprávní organizace zaměřené na monitorování dodržování Helsinských dohod, založené roku 1976. Odůvodnil to jejím údajným „působením mimo region.“

### 26. leden
Ruské útoky za použití dronů a střel s plochou dráhou letu na ukrajinské civilní cíle zabily nejméně 11 civilistů. Podle prohlášení generála Valerije Zalužného se ukrajinským obráncům podařilo sestřelit 47 z 55 střel, včetně nejméně jedné typu Kinžal.

### 29. leden
Při ruském ostřelování nemocnice v Chersonu zahynuli nejméně tři a v ostřelovaném Charkově jeden civilista.

## Únor 2023

### 6. únor
Ve městě Roveňky ruští okupanti zabavili a spálili větší množství ukrajinských knih zabavených z veřejných a školních knihoven.

### 15. únor
Soud ve městě Barnaul v Altajském kraji na Sibiři odsoudil ruskou novinářku Mariju Ponomarenkovou k trestu odnětí svobody v trvání šesti let a zákazu žurnalistické činnosti po dobu pěti let za to, že informovala veřejnost o náletu ruského letectva na divadlo v Mariupolu 16. března 2022. Oficiálním odůvodněním bylo šíření údajných „fake news“.

### 26. únor
Na letecké základně Mačuliščy u Minsku došlo k útoku na ruský letoun včasné výstrahy Berijev A-50 pomocí bezpilotního letadla. K útoku se přihlásila běloruská partyzánská skupina BYPOL.

## Březen 2023

### 6. březen
Na sociální síti Telegram se objevil videozáznam zachycující zastřelení ukrajinského válečného zajatce (původně předběžně identifikovaného jako Tymofij Šadura, později ztotožněného s Oleksandrem Macijevským, příslušníkem 136. praporu domobrany z Černihivské oblasti, pohřešovaným od konce prosince 2022) příslušníky ruských ozbrojených sil.

### 14. březen
V mezinárodním vzdušném prostoru nad Černým mořem došlo ke srážce bezpilotního letounu USAF General Atomics MQ-9 Reaper se stíhacím letounem VKS RF Suchoj Su-27, v jejímž důsledku MQ-9 havaroval. Dva ruské letouny prováděly úmyslné manévry s cílem americký letoun poškodit, formou upouštění paliva při letu nad ním či přibližování na menší než bezpečnou vzdálenost k jeho letové dráze. Ministerstvo obrany Ruska popřelo, že by mezi letouny došlo ke kontaktu, a za důvod nehody dronu označilo „ostré manévrování“.
Předseda výboru pro obranu Státní dumy Ruské federace Andrej Kartapolov (člen strany Jednotné Rusko) předložil návrh zákona zvyšujícího horní hranici branné povinnosti až do věku 30 let.
Ruská státní Duma přijala legislativu rozšiřující tresty za „diskreditaci“ a šíření údajných „fake news“, předtím v Rusku platné pouze ve vztahu k Ozbrojeným silám Ruské federace, na veškeré jednotky účastnící se války na straně Ruska, včetně žoldnéřských.

### 15. březen
Syrský prezident Bašár Asad se setkal v Moskvě s Vladimirem Putinem. Při této příležitosti podpořil ruskou invazi na Ukrajinu.

### 16. březen
Nezávislá mezinárodní vyšetřovací komise Rady pro lidská práva OSN vydala zprávu o chování ruských sil na Ukrajině, v níž konstatovala „množství případů systematického porušování mezinárodního humanitárního práva Ruskem, řadu z nichž lze charakterizovat jako válečné zločiny.“

### 17. březen
Mezinárodní trestní soud vydal zatykač na ruského prezidenta Putina v souvislosti s ruskými válečnými zločiny v průběhu invaze, včetně případů zavlékání ukrajinských dětí do Ruska.

### 18. březen
Turecký prezident Recep Erdoğan oznámil dosažení prodloužení účinnosti vícestranné dohody umožňující nerušený export zemědělských produktů z Ukrajiny Černým mořem.

### 21. březen
Generální tajemník NATO Jens Stoltenberg prohlásil, že všechny členské země souhlasí s tím, aby se Ukrajina stala v budoucnosti členem NATO. Může se tak podle něj stát až poté, co bude válka na Ukrajině ukončena.

## Duben 2023

### 7. duben
Ruský ministr zahraničí Sergej Lavrov během návštěvy turecké Ankary prohlásil, že Rusko jakékoliv mírové rozhovory podmiňuje tím, aby byly zaměřeny na principy vytvoření „nového světového pořádku“. 

### 23. duben
Americký Institut pro studium války uvedl, že některé ukrajinské jednotky překročily u Chersonu řeku Dněpr.

### 25. duben
Podle amerického deníku The Wall Street Journal zásobuje Írán Rusko statisíci dělostřeleckých raket a granátů a miliony nábojů. Ty přepravuje primárně letecky a přes Kaspické moře.

### 27. duben
Podle generálního tajemníka Severoatlantické aliance Jense Stoltenberga dodala aliance a další spojenecké země Ukrajině přes 1550 obrněných vozidel a 230 tanků.

### 28. duben

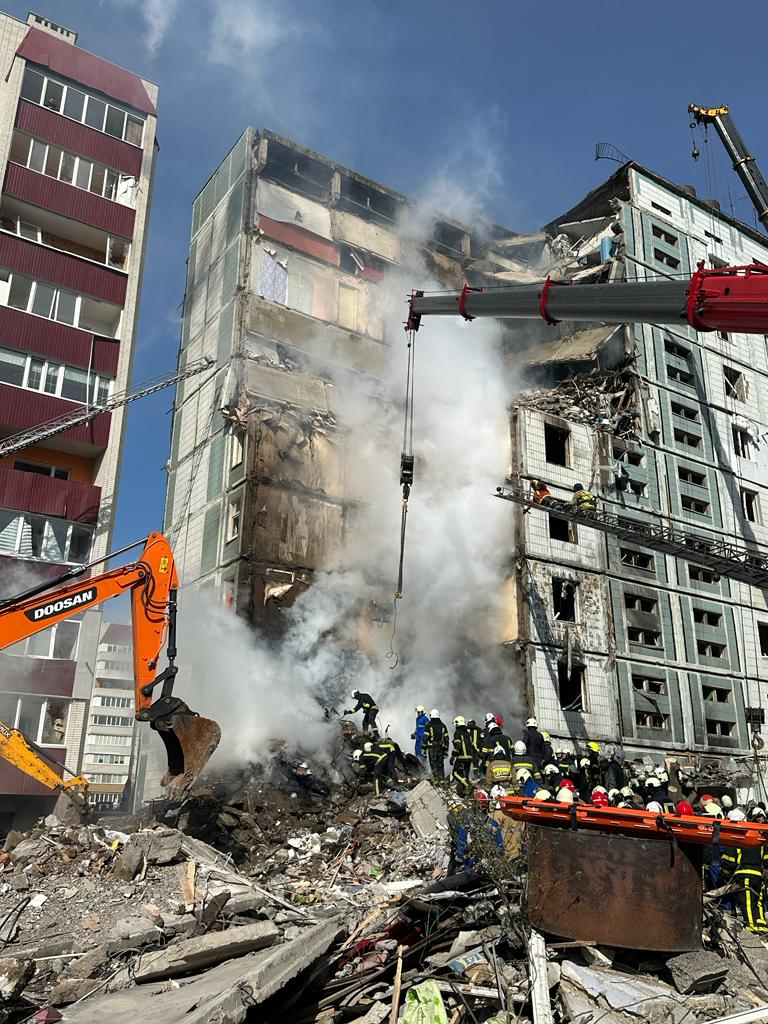
Dům v Umani zničený Rusy 28. dubna 2023

Ruské útoky proti ukrajinským civilním cílům si vyžádaly nejméně 25 obětí na životech, z toho 23 (včetně 4 dětí) v panelovém domě v Umani zasaženém ruskými řízenými střelami. Ruské ministerstvo obrany krátce po útoku na Umaň na svém telegramovém kanálu veřejnilo fotografii odpalované rakety s popiskem „Přesně na cíl“ (rusky точно в цель).

## Květen 2023

### 3. květen
Ruské útoky na ukrajinské civilní cíle si vyžádaly 16 obětí na životech, včetně 8 mrtvých následkem útoku na obchodní centrum v Chersonu.

### 4. květen
Velitel ukrajinského letectva Mykola Oleščuk prohlásil, že nad Kyjevem byla raketou systému „Patriot“ poprvé sestřelena ruská balistická střela typu „Kinžal“.

### 5. květen
Vůdce Wagnerovy skupiny Jevgenij Prigožin oznámil stažení jednotek Wagnerovců z bachmutské fronty kvůli nedostatku munice.

### 6. květen
Výbuch automobilu v blízkosti Nižního Novgorodu, při němž zahynul jeho řidič, těžce zranil ruského nacionalistického aktivistu, příslušníka Národní gardy Ruské federace a spisovatele Zachara Prilepina. Ruské úřady z útoku obvinily Ukrajinu a „západní země“. Ukrajina toto obvinění odmítla a útok označila za inscenovaný Ruskem. K atentátu se posléze přihlásilo ruské partyzánské hnutí Ateš.

### 7. květen
Prigožin oznámil, že dostal příslib munice, a proto v Bachmutu Wagnerovci zůstanou.

### 8. květen
Ozbrojené síly Ruské federace podnikly další rozsáhlé vzdušné útoky na ukrajinské civilní cíle. Ozbrojené síly Ukrajiny si nárokovaly zničení všech 35 nasazených útočných dronů typu „Šáhid“, ale jedné z ruských střel s plochou dráhou letu se podařilo zasáhnout a zničit skladiště humanitární pomoci Červeného kříže v Oděse. Další ztráty na majetku i na životech způsobily ruské letecké nálety a ostřelování obydlených oblastí salvovými raketomety.

### 9. květen
Při ostřelování Časiv Jaru ruskými raketomety BM-21 Grad zahynul francouzský novinář agentury AFP Arman Soldin.

### 16. květen

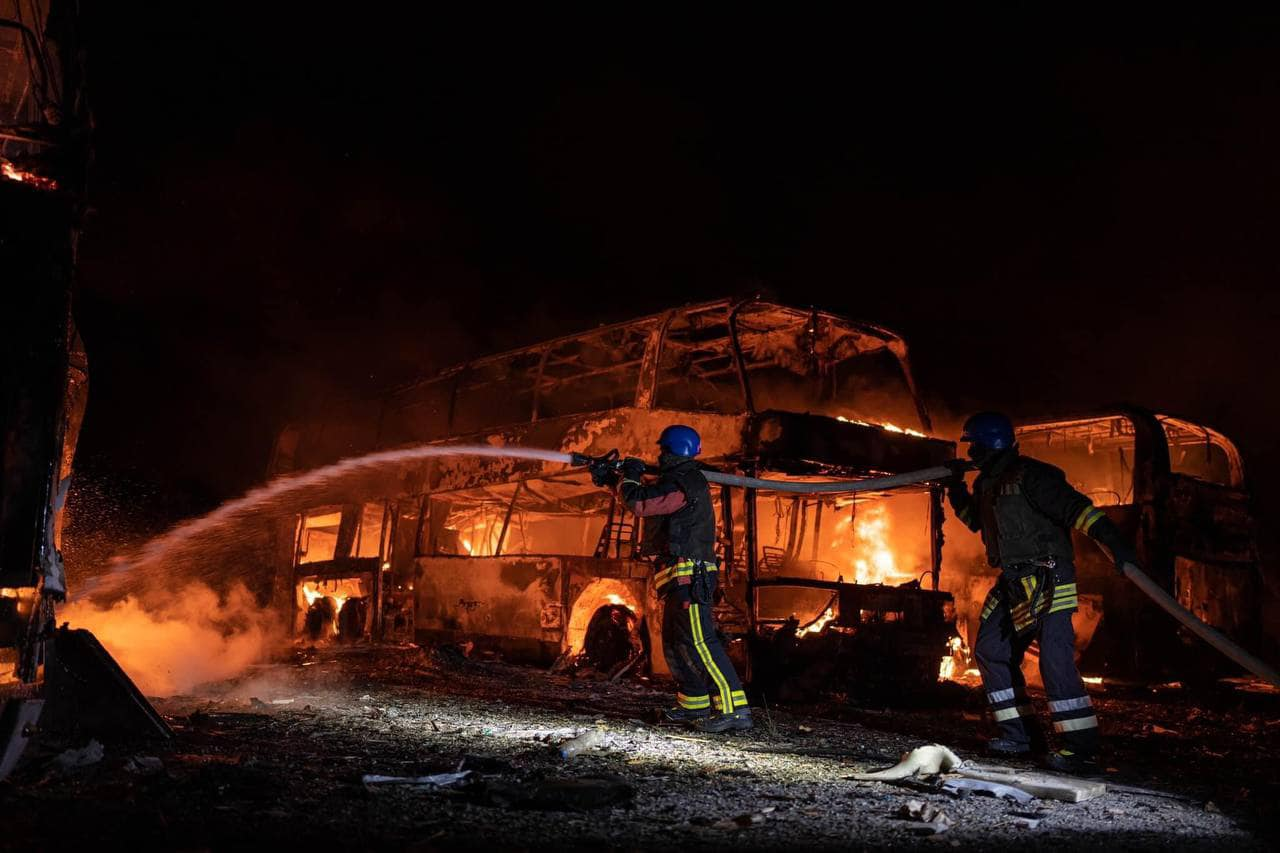
Hašení požárů po ruském útoku na Kyjev 16. května 2023

Ruská federace podnikla útok na Kyjev s cílem zničit baterii systému protivzdušné obrany Patriot, dodaného v dubnu v rámci zbrojní pomoci proti ruské invazi. Ukrajina prohlásila, že vše sestřelila. Rusko prohlásilo, že systém zničilo. Americký anonymní zdroj z vládních struktur dle CNN prohlásil, že Patriot byl poškozen, ale jeho oprava může být provedena na místě. Systém je souhrn několika desítek vozidel. Na uveřejněných videozáběrech jsou vidět dopady ruských raket v přibližných místech předchozího odpálení raket systému Patriot.

### 17. květen
Ukrajinské ministerstvo obrany uvedlo, že počet ruských ztrát přesáhl 200 000 mužů. Toto číslo však nelze nezávisle ověřit.

### 19. květen
Americký prezident Joe Biden prohlásil, že USA nebudou bránit reexportu stíhacích letounů F-16 Fighting Falcon Ukrajině ze spojeneckých zemí, a zapojí se také do přecvičení ukrajinského letového i pozemního personálu, v rámci koalice tvořené také Nizozemskem, Norskem, Polskem, Portugalskem a Spojeným královstvím.

### 20. květen
Komuniké summitu představitelů skupiny zemí G7 vyzvalo Čínskou lidovou republiku aby vůči Rusku vyvinula tlak k zastavení jeho agrese proti Ukrajině.

### 23. květen
Mluvčí ukrajinské vojenské rozvědky uvedl, že v Bělgorodské oblasti bojují ruské skupiny (Ruský dobrovolnický sbor a Legie „Svoboda Ruska“) působící na straně Ukrajiny. Místní správa uvedla, že do oblasti vstoupily jednotky ukrajinské armády.

### 24. květen
Ukrajinské námořnictvo pomocí několika hladinových dronů napadlo ruskou špionážní loď projektu 18280 Ivan Churs, plující poblíž úžiny Bospor. Rusko uvedlo, že všechny drony posádka včas zničila, naopak ukrajinská média zveřejnila záběry, naznačující přinejmenším jeden zásah a uvedla, že plavidlo bylo poškozeno na zádi.

### 25. května
Pokračovaly ruské útoky na Kyjev za pomoci sebevražedných dronů a střel s plochou dráhou letu. Ruský útok střelou systému S-300 vážně poškodil přehradu u města Karlivka.

### 26. květen

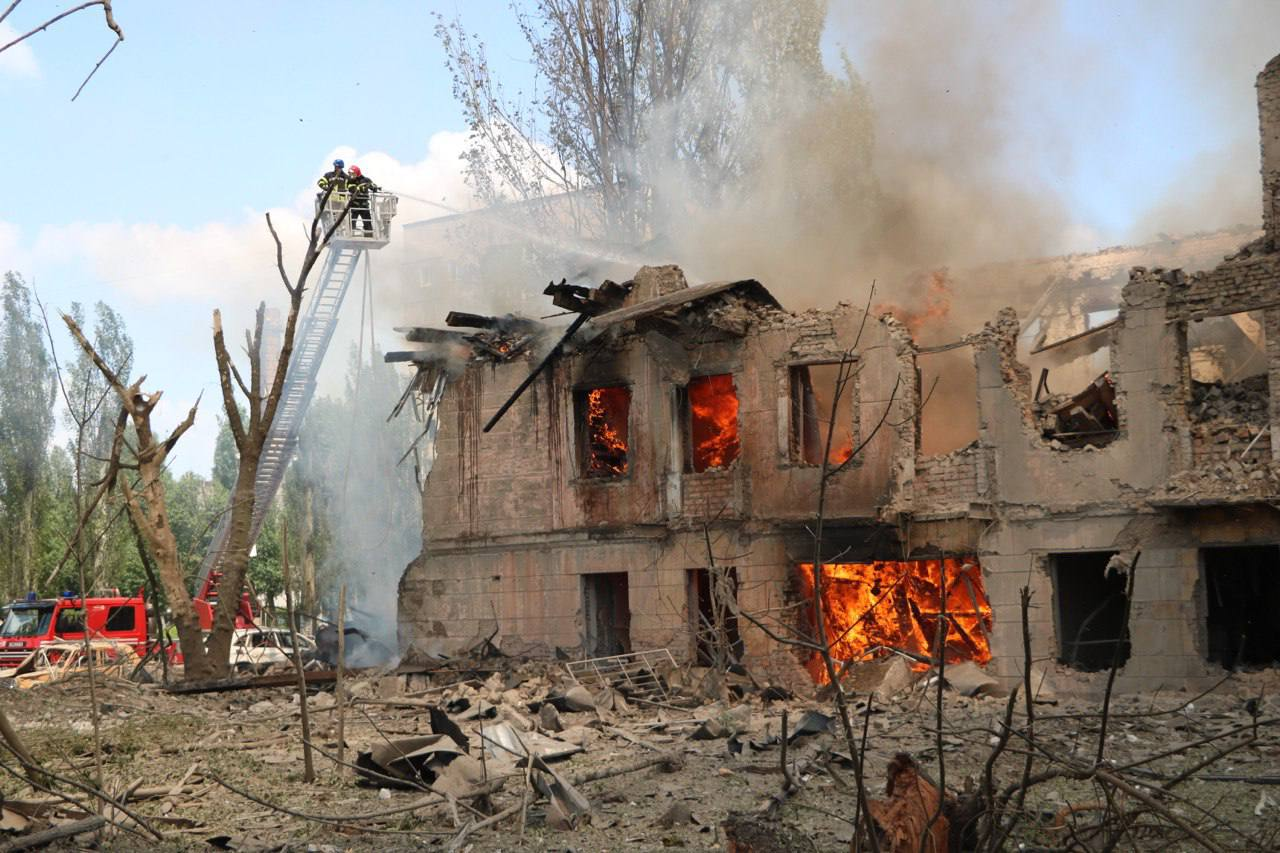
Trosky nemocnice v Dnipru po ruském útoku

Ozbrojené síly Ruské federace provedly raketový útok na nemocnici v Dnipru, který budovu zničil a vyžádal si 2 zabité a nejméně 30 raněných.

### 29. květen
Ruské ozbrojené síly provedly další rozsáhlý noční útok drony Šáhid-136 na Kyjev, v květnu již patnáctý v pořadí, v němž v průběhu dopoledne pokračovaly za pomoci balistických raket a střel s plochou dráhou letu. Ukrajinská strana si nárokovala sestřel 29 dronů, 37 střel s plochou dráhou letu a 11 střel Iskander.

### 30. květen
Na Kyjev zaútočilo 31 ruských bezpilotních letounů, z nichž 29 si ukrajinská strana nárokovala jako sestřelené. Při zásahu obytného domu troskami jednoho ze zničených dronů zahynula jedna žena.
Ruské ministerstvo obrany obvinilo Ukrajinu z útoku bezpilotních letounů na dvě obytné budovy v Moskvě. Poradce ukrajinského prezidenta Mychajlo Podoljak přímou odpovědnost Ukrajiny za útok odmítl.
Ministerstvo vnitra Ruské federace zařadilo na seznam hledaných osob generály Zalužného, vrchního velitele Ozbrojených sil Ukrajiny, a Syrského, velitele ukrajinských pozemních sil.

### 31. květen
Pravděpodobně po zásahu dronu vypukl požár v ropné rafinérii v Afipsky v Krasnodarském kraji Ruska. Tamní gubernátor Venjamin Kondraťev prohlásil, že útok si nevyžádal žádné oběti a oheň byl po několika hodinách uhašen.

## Červen 2023

### 1. červen
Rusko provedlo útok na Kyjev střelami systému Iskander. Ukrajinské letectvo uvedlo, že se mu podařilo sestřelit 10 z 10 vystřelených raket, ale dopadající trosky zasáhly obytné budovy a polikliniku, a vyžádaly si nejméně 3 mrtvé a 12 raněných. Podle kyjevského starosty Vitalije Klička jsou mezi zabitými i dvě děti.
Legie „Svoboda Ruska“ a Ruský dobrovolnický sbor oznámily, že podnikají další výpad na území Ruska, ve směru na Šebekino v Bělgorodské oblasti.

### 2. červen
Ukrajinští představitelé uvedli, že během nočních útoků se obraně podařilo zachytit a zničit více než 30 ruských dronů a raketových střel.
V okupovaném městě Berďansk v Záporožské oblasti došlo k několika výbuchům v blízkosti námořního přístavu. Podle představitele místní Ruskem dosazené okupační správy při nich utrpělo zranění 9 osob a jejich příčinou byl útok ukrajinských sil provedený pravděpodobně střelami Storm Shadow.

### 3. červen
Útok ruských ozbrojených sil na obytné budovy v blízkosti Dnipra si vyžádal život dvouleté dívky a 22 zraněných, včetně 5 dětí.

### 4. červen
Ruské ministerstvo obrany oznámilo, že se jeho silám za osobní přítomnosti náčelníka generálního štábu Gerasimova „podařilo odrazit rozsáhlou ukrajinskou ofenzívu“ v Doněcké oblasti. Ukrajinská strana toto tvrzení nekomentovala.
Ruští protiputinovští povstalci působící v Bělgorodské oblasti oznámili, že se jim podařilo zajmout několik příslušníků vládních ozbrojených sil a nabídli gubernátorovi oblasti jejich výměnu a vyjednávání. Poté co se gubernátor Vjačeslav Gladkov k jednání nedostavil, ačkoliv původně prohlásil ochotu se s povstalci setkat, oznámil Ruský dobrovolnický sbor, že zajatce předal Ukrajině.

### 5. červen
Mluvčí ukrajinského ministerstva obrany Hanna Maljarová uvedla, že ukrajinské ozbrojené síly dosáhly územních zisků na několika úsecích fronty, včetně okolí Bachmutu, ale neupřesnila zda se jednalo o počátek připravované ukrajinské protiofenzívy.

### 6. červen

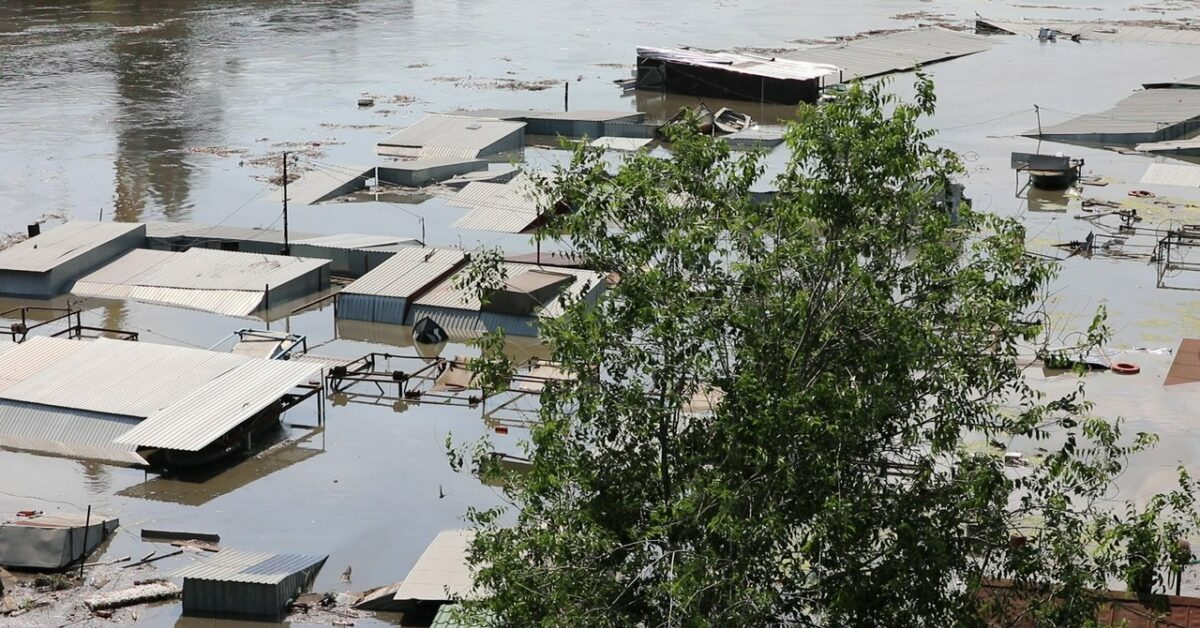
Zničená přehradní hráz Kachovské přehrady

Ruské ozbrojené síly pokračovaly v nočních náletech. Ukrajinští představitelé uvedli, že obraně se podařilo zničit všech 20 střel vyslaných na Kyjev.
V ranních hodinách došlo k odpálení hráze Kachovské přehrady a zničení tamní hydroelektrárny. Ukrajinská strana z útoku obviňuje Rusko, okupující lokalitu od začátku invaze v únoru 2022, ruská strana tvrdí, že šlo o ukrajinské ostřelování. Přehrada je zásadní pro fungování Záporožské jaderné elektrárny.
Ruské ozbrojené síly opakovaně ostřelovaly potrubí přepravující amoniak v Charkovské oblasti, čímž způsobily jeho únik.

### 7. červen
Ukrajinští záchranáři se během pokusů o evakuaci obyvatelstva postiženého záplavou po zničení hráze Kachovské přehrady stali terčem ruského dělostřeleckého ostřelování.

### 9. červen
Ruský noční útok na město Zvjahel v Žytomyrské oblasti si vyžádal 1 oběť na životě a 3 raněné.
Služba bezpečnosti Ukrajiny uveřejnila nahrávku odposlechu telefonního hovoru, podle nějž měla za destrukcí hráze Kachovské přehrady a vodní elektrárny stát ruská „sabotážní skupina“. Norská výzkumná agentura NORSAR uvedla, že její seismografy v době kolapsu hráze zaznamenaly explozi, což deníku The New York Times potvrdil také nejmenovaný americký úřední představitel, s odvoláním na data získaná družicovými systémy. New York Times také, s odvoláním na vyjádření odborníků uvedly, že nejpravděpodobnějším důvodem zničení hráze byl úmyslně způsobený výbuch uvnitř její konstrukce a jiné možnosti jsou málo pravděpodobné. Výkonný ředitel společnosti Ukrhydroenergo, provozovatele elektrárny, Ihor Syrota také prohlásil, že útok z vnějšku nemohl katastrofu způsobit, protože hráz byla navržená tak aby odolala i jaderné explozi.

### 10. červen
Rusko provedlo útok íránskými drony „Šáhid“ na Oděsu. Podle představitelů ukrajinského velitelství se obraně podařilo sestřelit všechny útočící stroje, ale trosky dopadlé na obytnou budovu způsobily požár a smrt 3 osob a zranění nejméně 10 dalších.
Vláda Spojeného království oznámila poskytnutí finanční a materiální humanitární pomoci Ukrajině ve výši 16 milionů liber, určené především pro pomoc obětem záplavy po zničení Kachovské přehrady.
Ukrajinský prezident Volodymyr Zelenskyj během návštěvy kanadského premiéra Justina Trudeaua v Kyjevě potvrdil zahájení ukrajinské protiofenzívy. Společné prohlášení obou zemí také informovalo o kanadské podpoře členství Ukrajiny v Severoatlantické alianci, co nejdříve jak to okolnosti dovolí.

### 11. červen
Ukrajinské jednotky při protiofenzívě na jihovýchodě země osvobodily 2 vesnice. Jedná se o první ukrajinské územní zisky od zahájení ofenzívy.

### 12. červen
Poté, co ruské síly zahájily palbu na člun evakuující oběti záplav v Chersonské oblasti, zahynuly tři osoby a dva policisté utrpěli zranění.

### 13. červen
Rusko provedlo raketový útok na civilní infrastrukturu ve městě Kryvyj Rih v Dněpropetrovské oblasti. Zásah pětipatrové obytné budovy si vyžádal 6 obětí na životech a nejméně 25 raněných z řad civilního obyvatelstva. Později počet zabitých stoupl na 11. Představitelé ukrajinských sil uvedli, že se jim podařilo zničit 10 ze 14 střel s plochou dráhou letu a 1 ze 4 íránských dronů vystřelených Rusy.

### 14. červen
Ruský noční útok na Oděsu provedený 4 střelami 3K14 Kalibr odpálenými z Černého moře si vyžádal 3 mrtvé a 13 zraněných. Mezi zasaženými cíli byla obytná a kancelářská budova, provozovna rychlého občerstvení a potravinářské skladiště v němž vypukl požár.
Další 3 mrtvé a 3 raněné civilisty si vyžádaly ruské raketové útoky na Kramatorsk a Kosťantynivku v Doněcké oblasti.

### 16. červen
Ukrajinské hlavní město Kyjev, v rámci snahy o mírové zprostředkování mezi válčícími stranami, navštívila delegace představitelů afrických zemí, mezi jejímiž členy byli jihoafrický prezident Cyril Ramaphosa, senegalský prezident Macky Sall, zambijský prezident Hakainde Hichilema, komorský prezident a současně předseda Africké unie Azali Assoumani, egyptský premiér Mustafa Madbúlí a významní představitelé Konga a Ugandy. Ruský raketový útok v průběhu návštěvy delegaci donutil uchýlit se do protileteckého krytu.

### 19. červen
Na zveřejněném videozáznamu z konce května 2023 pořízeném z ukrajinského dronu je možné na Kachovské přehradě vidět starší vůz s odříznutou částí střechy a dvěma viditelnými sudy, kolem kterého se pohybuje několik vojáků. To nasvědčuje tomu, že ruská armáda měla před útokem k přehradě volný přístup.

### 23. červen
V pozdních večerních hodinách začali vojáci Wagnerovy skupiny pod vedením Jevgenije Prigožina obsazovat velitelská stanoviště ve Voroněži a Rostově na Donu a vyhlásili boj proti ministerstvu obrany. Ruský prezident Vladimir Putin to označil za vzpouru.

### 24. červen
Jevgenij Prigožin vzpouru pouhých 200 km před Moskvou, na kterou se skupinou táhnul, ukončil, a po dohodě s běloruským prezidentem Alexandrem Lukašenkem se s částí Wagnerovy skupiny přesunul do Minsku.

### 27. červen
Po zničení Kachovské přehrady se na mnohých místech hladina vody snížila natolik, že umožnila Ukrajincům překročit Dněpr a budovat předmostí.
Ozbrojené síly Ruské federace provedly raketový útok na restauraci a nákupní centrum v Kramatorsku kde se nacházeli vojáci, zahynulo při něm 8 civilistů, včetně 3 dětí, a dalších 56 osob utrpělo zranění. Počet mrtvých později vzrostl na 10. V dubnu 2024 byl muž, který natočil na video vojenská auta a vojáky v restauraci, odsouzený na doživotí (uvedeno 13 mrtvých).

### 28. červen
Ruské ostřelování Vovčansku v Charkovské oblasti si vyžádalo 3 oběti na životech.
Z trosek budovy v Kramatorsku zasažené předchozího dne bylo vyproštěno tělo dvanácté, poslední, oběti.
Ruský prezident Vladimir Putin se poprvé po skončení wagnerovské vzpoury objevil před veřejností. Během návštěvy dagestánského města Derbent se v místní mešitě zúčastnil oslav Svátku oběti.
The Moscow Times ve večerních hodinách s odvoláním na dva anonymní zdroje blízké ruskému ministerstvu obrany, které se k ní ale nevyjádřilo, uveřejnily zprávu, že v souvislosti s vyšetřováním povstání wagnerovců, byl zatčen generál Sergej Surovikin, velitel Vzdušně-kosmických sil Ruské federace.

### 29. červen
Proputinovská politička Valentina Matvijenková vystoupila v ruské Radě federace, jíž předsedá, s projevem obviňujícím Spojené státy americké z údajného programu vývoje biologických zbraní (údajně zahrnujícího geneticky modifikovaná klíšťata a vši) ve snaze uškodit Rusku, který se, dle jejího tvrzení, datuje již do doby druhé světové války, ačkoliv v té době USA ve skutečnosti patřily mezi spojence tehdejšího Sovětského svazu. Biologické laboratoře zapojené do tohoto programu se podle ní měly nacházet i na Ukrajině, ačkoliv tato svá tvrzení nedokázala podpořit žádným důkazem. Prohlásila také, že svou zprávu „odeslala všem parlamentům světa.“

### 30. červen
Ozbrojené síly Ukrajiny oznámily provedení útoků na vojenské velitelství a skladiště PHM v Ruskem okupovaném městě Berďansk v Záporožské oblasti. Vladimir Rogov, představitel kolaborační správy oblasti dosazené okupanty, uvedl, že útoky byly provedeny střelami britského původu Storm Shadow a že „byly ruskými silami úspěšně odraženy v blízkosti města“.

## Červenec 2023

### 1. červenec
V nemocnici v Dnipru podlehla ukrajinská spisovatelka Viktorija Amelinová následkům zranění utrpěných 27. června při ruském raketovém útoku na pizzerii v Kramatorsku. Celkový počet obětí na životech tím stoupl na 13.
Ozbrojené síly Ruské federace ostřelovaly obec Mala Tokmačka v Záporožské oblasti. Usmrtily zde 1 osobu a 6 zranily.

### 2. červenec
Rusko po dvanácti dnech obnovilo noční útoky íránskými bezpilotními letouny typu „Šáhid“ na Kyjev. Podle ukrajinských představitelů se protivzdušné obraně podařilo všechny drony sestřelit, ale dopadající trosky poškodily tři obytné budovy a způsobily zranění jedné osoby.

### 3. červenec
Ruský útok drony HESA Šáhid-136 na město Sumy poškodil dvě obytné a jednu administrativní budovu a vyžádal si životy 3 civilistů. Dalších 21 osob utrpělo zranění.

### 4. červenec
Ruské dělostřelecké ostřelování města Cherson usmrtilo 2 osoby a poškodilo obytné budovy.

### 6. červenec
Ruský raketový útok na obytný dům ve Lvově způsobil smrt 4 civilistů a zranění 32. Počet obětí zabitých útokem později vzrostl na 10.
Prezident Ukrajiny Volodymyr Zelenskyj zahájil návštěvu Česka.
Ruský rubl ráno klesl na hodnotu 100 rublů za euro a dosáhl tak nejnižší úrovně od dubna 2022. Dosud nejnižší úrovně dosáhl 10. března 2022.

### 8. červenec
Ozbrojené síly Ruské federace raketomety typu BM-30 ostřelovaly město Lyman. Útok si vyžádal 9 zabitých a 12 zraněných civilistů. Ostřelování města Kramatorsk stejným zbraňovým systémem se obešlo bez obětí na životech. Při ruském útoku na Avdijivku zahynul jeden obyvatel.

### 10. červenec
Ruský letecký útok na objekt civilní infrastruktury v Orichivu si vyžádal životy 4 obyvatel a 13 zraněných.

### 11. červenec
Ukrajinská vojenská správa uvedla, že se jí v okupovaném městě Berďansk podařilo zasáhnou hotel Duna, ve kterém mělo stanoviště ruské velení, a usmrtila tak několik jeho členů, a to včetně zástupce velitele jižního vojenského okruhu generálporučíka Olega Cokova.

### 17. červenec
Časně ráno 17. července došlo k útoku na Krymský most pomocí hladinových dronů, který vedl k přerušení jeho silniční části. Při útoku zahynul ruský manželský pár.

### 22. červenec
Útok bezpilotním letadlem na muniční sklad v Krasnohvardijském rajónu na Ruskem okupovaném poloostrově Krym vedl k mohutné explozi, která vedla k evakuaci civilního obyvatelstva v okruhu 5 km a pozastavení provozu přes Krymský most. Sergej Aksjonov, Ruskem dosazený nejvyšší představitel Krymu, bez uvedení důkazů za původce útoku označil Ozbrojené síly Ukrajiny. Uvedl také, že útok si nevyžádal žádné ztráty na životech.

### 23. červenec

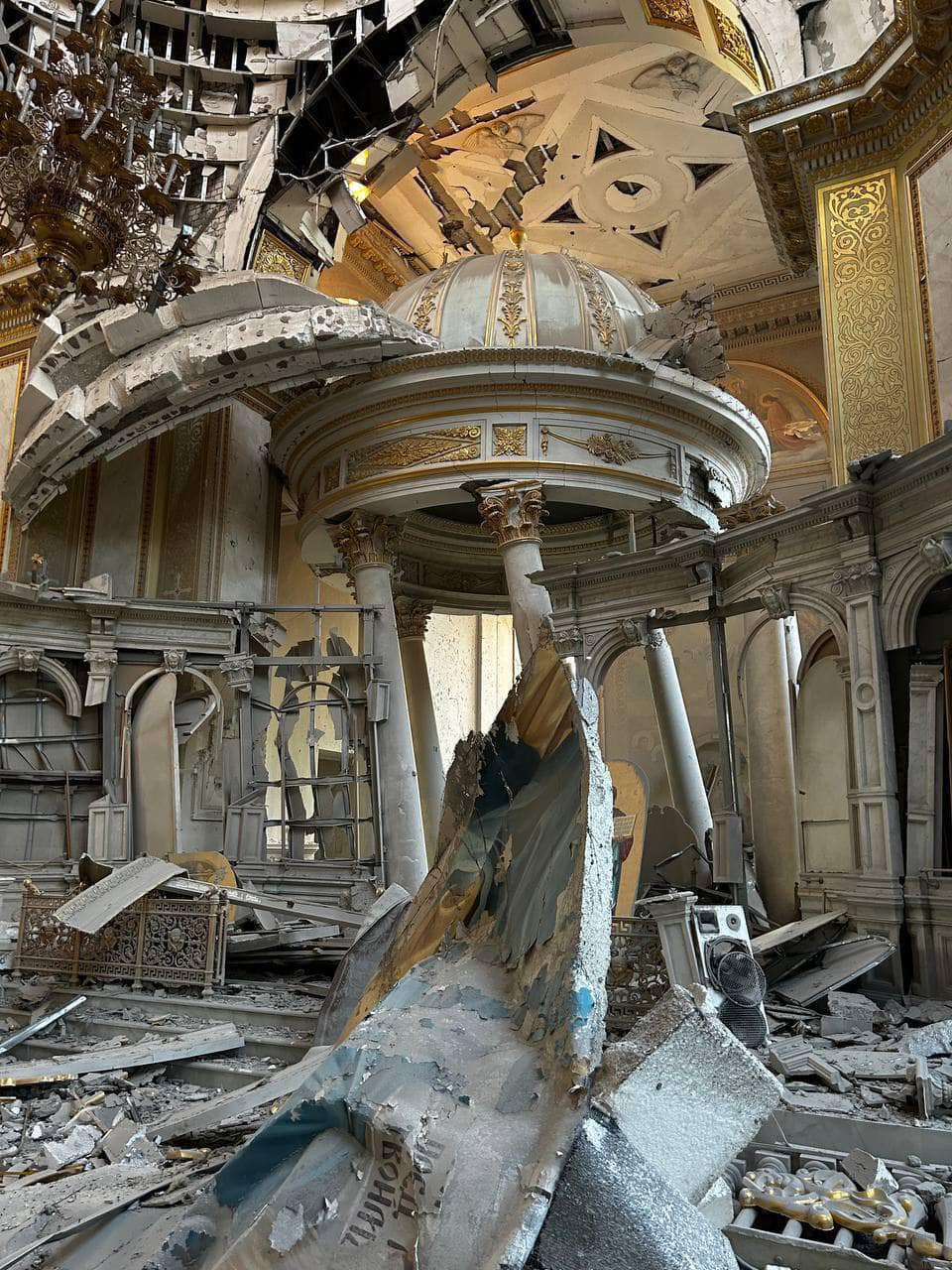
Interiér oděské katedrály Proměnění Páně po ruském útoku.

Třetím dnem pokračovaly ruské raketové útoky na civilní infrastrukturu v Oděse. O život přišel 1 civilista, 18 osob bylo zraněno. Zásahem ruské rakety byl těžce poškozen Chrám Proměnění Páně. Ukrajinské letectvo uvedlo, že na Oděsu bylo odpáleno 19 střel různých typů, z nichž 9 se podařilo sestřelit. Ruská strana prohlásila, že cílem jejího útoku nebyla katedrála, ale „zařízení v nichž byly připravovány teroristické akce proti Rusku a byli přítomni zahraniční žoldáci.“

### 28. červenec
Mezinárodní šermířská federace (FIE) diskvalifikovala ukrajinskou šermířku Olhu Charlan z mistrovství světa v šermu v italském Miláně poté, co si tato den předtím (27. července 2023) odmítla podat ruku s ruskou šermířkou Annou Smyrnovou, kterou předtím porazila 15:7 a nabídla jí místo toho pozdrav šavlí používaný během pandemie covidu; Smyrnova poté 50 minut na protest odmítala opustit sál. 
Ukrajinští představitelé později zveřejnili fotografie Smyrnovy s ruskými vojáky (mimo jiné jejím bratrem bojujícím proti Ukrajině), nasvědčující tomu, že Smyrnova ruskou agresi podporuje.
Ruské ozbrojené síly dvěma balistickými raketami zaútočily na Dnipro. Jedna zasáhla budovu užívanou SBU, která ale byla v té době prázdná, druhá dopadla na mnohopodlažní obytný dům neobsazený nájemníky. Útok si vyžádal 9 zraněných, z toho 2 děti.

### 29. červenec
Velení ukrajinských ozbrojených sil potvrdilo uskutečnění útoku na Čonharský most spojující Chersonskou oblast s Krymem. Ruská strana prohlásila, že se jí tento den podařilo sestřelit sedm střel Storm Shadow.

### 30. červenec
Útok na Moskvu bezpilotními letouny vedl k dočasnému uzavření vzdušného provozu nad městem a pozastavení letů z letiště Vnukovo na dobu asi jedné hodiny. Jeden dron byl sestřelen, další dva byly, podle tvrzení ruské strany „potlačeny prostředky elektronického boje“, načež havarovaly do administrativních budov ve čtvrti Moskva-City, kde zranily jednoho příslušníka ostrahy. Ruské úřady z útoku obvinily ukrajinskou stranu, ukrajinský prezident Zelenskyj se k tomu nevyjádřil, ale prohlásil, že „válka přichází na ruské území.“

### 31. červenec
Ruské ozbrojené síly zaútočily dvěma balistickými raketami na Kryvyj Rih. Jedna zasáhla areál vzdělávacího zařízení, v němž zničila dvě budovy a další poškodila, přičemž zahynula jedna žena. Druhá zasáhla obytnou budovu v níž zahynulo 5 osob, včetně 1 dítěte, a dalších 75, včetně 6 dětí, utrpělo zranění. 22 obětí bylo nutno hospitalizovat, z toho 2 ve vážném stavu.
Ruské ostřelování Chersonu raketomety BM-21 Grad vedlo ke smrti 4 osob, a zranění dalších 17, včetně šestnáctileté dívky.

## Srpen 2023

### 1. srpen
Starosta Moskvy Sergej Sobjanin uvedl, že v časných ranních hodinách nad město opět proniklo několik dronů, z nichž část se podařilo sestřelit, ale jeden z nich zasáhl týž mrakodrap, který byl poškozený již útokem v neděli 30. července, a v němž se nacházejí kanceláře tří ministerstev ruské vlády. Podle jeho prohlášení došlo k rozsáhlému poškození prosklené fasády, ale nikdo nebyl raněn. Opět došlo k pozastavení letů z letiště Vnukovo. Ruské úřady z odpovědnosti za útok obvinily ukrajinskou stranu, která to ale nepotvrdila.
Rusko ostřelovalo zdravotnické zařízení v Chersonu v němž zahynul jeden lékař a jeden příslušník zdravotnického personálu utrpěl zranění.

### 4. srpen
Ukrajinské námořnictvo a Služba bezpečnosti Ukrajiny v blízkosti ruského přístavu Novorossijsk zaútočily hladinovými drony s výbušnými hlavicemi na ruskou výsadkovou loď Oleněgorskij Gorňak (třídy Ropucha). Ruská strana uvedla, že útok se podařilo odrazit, ale očití svědkové později potvrdili, že plavidlo nebylo po výbuchu schopné pohybu vlastní silou a muselo být odtaženo do přístavu.

### 9. srpen
Na Ukrajinu přeletěl ruský pilot Maxim Kuzminov, který se se svým vrtulníkem Mil Mi-8, naloženým náhradními součástmi pro proudové bojové letouny, během letu z Kursku na letiště v Ruskem okupované části Charkovské oblasti odchýlil z plánovaného kurzu a přistál v blízkosti Poltavy.

### 11. srpen
Ozbrojené síly Ruské federace provedly útok balistickou raketou na civilní cíle v Ivano-Frankivsku. O život přišel osmiletý chlapec. Dalšími terči ruského útoku balistickými raketami se stal Kyjev a Chmelnycká a Vinnycká oblast.

### 13. srpen
Ruské ostřelování civilních cílů v Chersonské oblasti si vyžádalo životy pěti osob, včetně dvanáctiletého a třítýdenního dítěte, v obci Šyroka Balka a další dva zabité v nedaleké Stanislavi.

### 19. srpen
Ozbrojené síly Ruské federace provedly raketový útok na centrum Černihivu jehož následkem zahynulo 7 civilistů, včetně šestileté dívky, a dalších 144 osob utrpělo zranění.

## Září 2023

### 3. září
Ukrajinský prezident Volodymyr Zelenskyj oznámil odvolání ministra obrany Oleksije Reznikova a na uvolněný post nominoval Rustema Umerova.

### 6. září
Verchovna rada potvrdila jmenování Rustema Umerova do čela ministerstva obrany Ukrajiny.

### 9. září
V Kyjevě bylo kvůli hrozbě zatopení tunelu dlouhodobě uzavřeno šest stanic metra, které byly také využívány jako kryty, došlo k omezení veřejné dopravy mezi oběma břehy Dněpru.

### 13. září
V noci na 13. září 2023 Ukrajina několika řízenými střelami Storm Shadow zasáhla suchý dok v Sevastopolu, ve kterém se nacházela ruská výsadková loď Minsk projektu 775 (třída Ropucha) a ponorka B-237 Rostov na Donu projektu 636.3 (třída Kilo) a obě plavidla vážně poškodila.
Evropský parlament prohlásil Alexandra Lukašenka, samozvaného prezidenta Běloruska, za spolupachatele ruských válečných zločinů, zejména pro jeho svolení ruským ozbrojeným silám operovat z běloruského území a podílení se na únosech ukrajinských dětí.

### 22. září
Ukrajina podnikla střelami Storm Shadow úspěšný útok na velitelství ruského Černomořského loďstva v sevastopolském přístavu na okupovaném Krymu, v rámci něhož si nárokovala zabití jeho velitele admirála Viktora Sokolova a 33 dalších důstojníků, a zranění okolo 100 dalších. Rusko tuto informaci nepotvrdilo.

### 26. září
Rusko podalo žádost o členství v Radě OSN pro lidská práva, z níž bylo vyloučeno v dubnu 2022, po zahájení útočné války proti Ukrajině.

### 30. září
Rusko uskutečnilo další hromadný nálet bezpilotními letouny. Ukrajinští představitelé prohlásili, že obraně se podařilo zničit 30 ze 40 dronů, ale některé uspěly v průniku na své cíle a způsobily rozsáhlý požár v Kalynivce ve Vinnycké oblasti. Rumunsko oznámilo, že radar zaznamenal narušení jeho vzdušného prostoru ve směru na Galați.

## Říjen 2023

### 5. říjen
Ruské ozbrojené síly zasáhly raketou Iskander kavárnu a obchod ve vesnici Hroza v Charkovské oblasti. Jedná se o nejtragičtější útok za tento rok. Celkový počet obětí je 59.

### 10. říjen
Rusko se nestane členem Rady OSN pro lidská práva, při hlasování dostalo 83 hlasů ze 193. Rusko bylo členem Rady až do dubna roku 2022, kdy mu bylo přerušeno členství kvůli invazi na Ukrajinu. Následně z postu odstoupilo.

### 17. říjen
Ukrajinské síly poprvé použily americké balistické rakety ATACMS, a zásáhly vojenská letiště v Ruskem okupovaném Berďansku a Luhansku. Jejich použití potvrdil i ukrajinský prezident Volodymyr Zelenskyj. Zničeno bylo devět ruských vrtulníků, a zabito či zraněno byly desítky vojáků. O dodávce balistických raket ATACMS Ukrajině se spekulovalo již delší dobu. V září jejich dodávku potvrdil i americký prezident Joe Biden.

### 18. říjen
V noci ze 17. na 18. října části dvou brigád ukrajinské námořní pěchoty v Chersonském rajónu překonaly Dněpr a na jeho levém břehu vytvořily předmostí v oblasti obce Krynky.

### 19. říjen
Ruské ozbrojené síly zintenzivnily útoky v okolí města Avdijivka. Za jeden den zde ztratily skoro 900 vojáků a 50 tanků. Za tento den zaznamenala ruská armáda jedny z největších ztrát od začáku invaze.

### 20. říjen
Viktor Afzalov byl jmenován velitelem vzdušně-kosmických síl Ruské federace. Jeho předchůdcem byl Sergej Surovikin.

### 23. říjen
Ukrajinské úřady evakujují přes 1 000 dětí z jihu a východu Ukrajiny. Celkem se jedná o přibližně 800 dětí z Chersonské oblasti a přibližně 250 dětí z Doněcké oblasti. Důvodem evakuace je nebezpečná bezpečností situace kvůli probíhajícím bojům.

### 26. říjen
Nový slovenský premiér Robert Fico se na summitu EU vyjádřil k situaci na Ukrajině. Prohlásil, že je proti jakýmkoliv sankcím proti Rusku, které by měly případně poškodit Slovensko. Je také proti jakékoliv vojenské pomoci.

### 31. říjen
Ukrajinský generální štáb uvedl, že Rusko ztratilo k tomuto dni přes 300 tisíc vojáků.

## Listopad 2023

### 1. listopad
Nový velitelem Wagnerovy skupiny se stal Pavel Prigožin, pětadvacetiletý syn původního zakladatele skupiny Jevgenije Prigožina. Ten zemřel 23. srpna 2023. Nově bude Wagnerova skupina zařazena pod Národní gardu Ruské federace. Má také zákaz verbovat vojáky z řad vězňů. Ti tvořili podstatnou část této organizace. Vězni byli verbováni po celém Rusku.

### 3. listopad
Při ruském úderu raketou Iskander-M na shromáždění vojáků 128. brigády v Záporožské oblasti bylo zabito nejméně 30 vojáků, včetně jednoho z nejlepších dělostřelců Dmitrije Miljutina s přezdívkou „Taxikář“. Důstojníci se v rozporu s pravidly bezpečnosti v první linii rozhodli shromáždit vojáky. Do dubna 2024 bylo oficiálně uváděno 19 vojáků, příčinou mohlo být hecknutí telefonu phishingovou zprávou skupiny „Armageddon“ s cílem nabourat se do messengeru konkrétního vojenského personálu. Jednou z podobných událostí byl také útok na činoherní divadlo v Černihivu 19. srpna – sraz dobrovolníků a vývojářů bojových dronů, kde bylo asi 148 obětí a 7 mrtvých civilistů.

### 4. listopad
Předsedkyně Evropské komise Ursula von der Leyenová bez předchozího ohlášení navštívila Kyjev. Zde se setkala s ukrajinským prezidentem Volodymyrem Zelenským.

### 14. listopad
Ministr obrany Německa Boris Pistorius na jednání Evropské unie v Bruselu prohlásil, že Evropská unie nebude schopna dodržet svůj slib a dodat Ukrajině 1 milion kusů dělostřelecké munice. Do této doby bylo dodáno přibližně 300 000 kusů.

### 21. listopad
Úřad Vysokého komisaře OSN pro lidská práva uvedl, že od začátku ruské invaze na Ukrajinu zemřelo více než 10 tisíc civilistů. Mise OSN má na Ukrajině desítky pozorovatelů, kteří situaci pravidelně monitorují.

### 28. listopad
Poblíž Izjumu zahynul generálmajor Vladimir Zavadskij, zástupce velitele 14. armádního sboru. Podle ruských zdrojů jde o sedmého generála, který byl zabit během války. Podle jiných zdrojů padl u vsi Krynky v Chersonské oblasti na levém břehu Dněpru. Ačkoli přetrvávají mnohé nejasnosti, shoda panuje v tom, že byl zabit pozemní minou.

### 29. listopad
Ruský raketový útok na Novohrodivku v Doněcké oblasti zabil 5 osob, včetně osmiletého dítěte.

## Prosinec 2023

### 12. prosinec
Ráno došlo na rozsáhlý kybernetický útok na ukrajinského mobilního operátora Kyivstar, problémy byly odstraněny až 15. prosince, podle prezidenta společnosti Alexandra Komarova bylo zničeno asi 40 % infrastruktury.

### 18. prosinec
Evropská rada schválila dvanáctý balík ekonomických sankcí proti Rusku. Ten zahrnuje především zákaz nákupu a převozu diamantů a zkapalněného propanu. Rozšířen byl také seznam subjektů podporujících ruskou armádu.

### 22. prosinec
Velitel ukrajinských vzdušných sil generálporučík Mykola Oleščuk oznámil, že jednotkám PVO se pomocí blíže neidentifikovaného protiletadlového raketového kompletu dalekého dosahu podařilo poblíž obce Krynky sestřelit trojici ruských stíhacích bombardérů Suchoj Su-34 pokoušejících se o nálet za pomoci řízených pum. Podle ruské redakce BBC ukrajinské síly k sestřelení letadel použili americký systém Patriot. Německé ministerstvo obrany 14. prosince ohlásilo, že dodalo Ukrajině druhý systém. Je proto možné, že byl nasazen na jižní frontě. Proti tomu ukrajinský Euromaidan press spekuluje o možném nasazení dlouho očekávaných amerických stíhaček F-16, které mají stát za sestřely ruských letounů.
Premiér Mark Rutte prohlásil, že Nizozemsko zahájilo přípravy na předání prvních 18 stíhacích letounů F-16 Fighting Falcon Ukrajině.

### 26. prosinec
Ukrajinské letectvo oznámilo, že v časných ranních hodinách zaútočilo na výsadkovou loď Novočerkassk (třídy Ropucha), nacházející se v doku ve Feodosiji na Ruskem okupovaném poloostrově Krym, a zničilo ji. Představitelé Ruska útok potvrdili, ale podle jejich tvrzení byla loď pouze poškozena a obráncům se podařilo sestřelit dva bombardéry Suchoj Su-24.

### 27. prosinec
Ruský útok íránskými drony Šáhid na Oděsu zabil 2 a zranil 3 civilisty.

### 29. prosinec

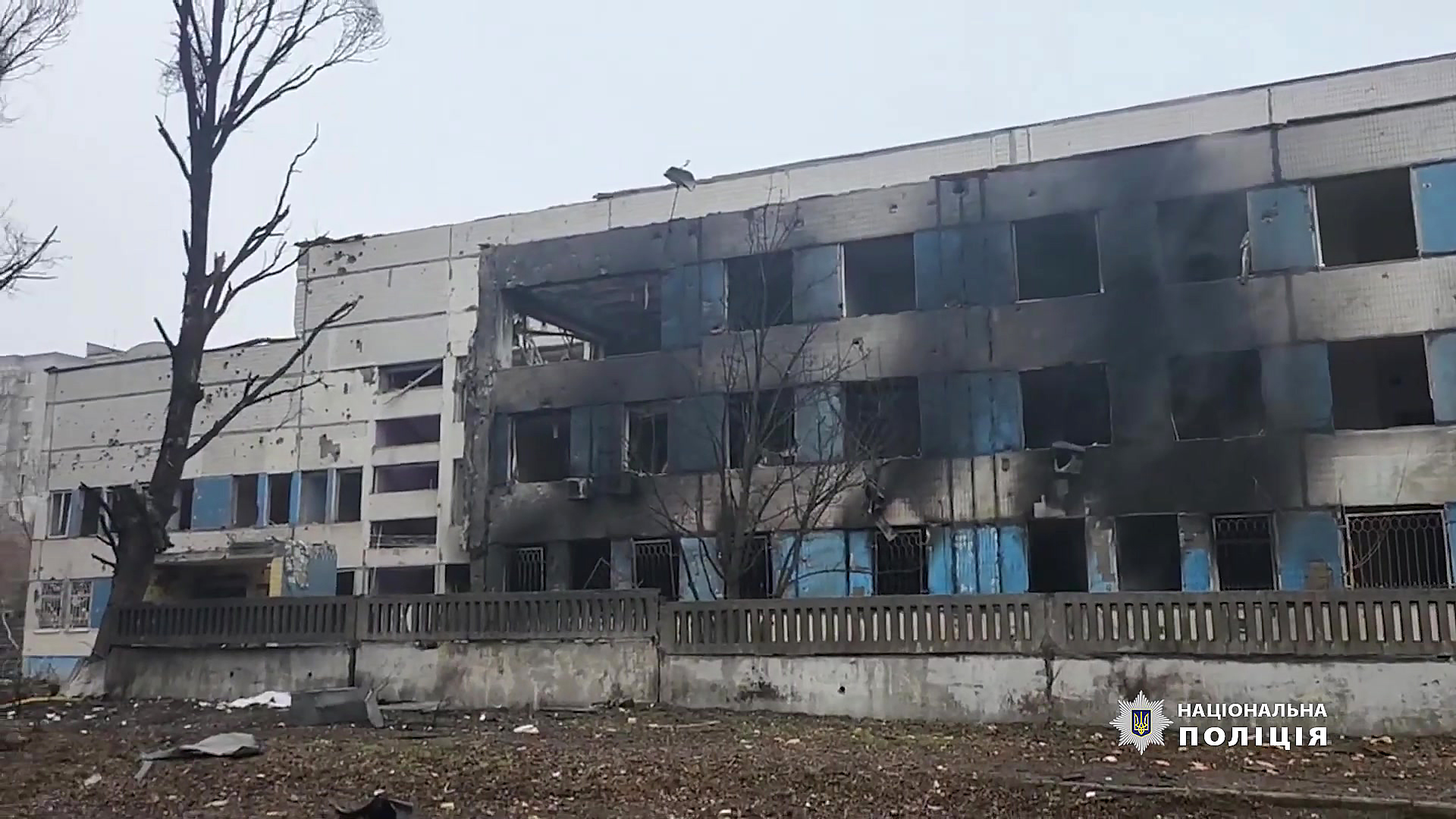
Porodnice v Dnipru po ruském útoku.

V noci z 28. na 29. prosince ruské ozbrojené síly provedly další rozsáhlou vlnu útoků na ukrajinská města. Podle ukrajinských úřadů se jednalo největší vzdušný útok na Ukrajinu od začátku ruské invaze. Útoky přišly ve třech vlnách, zabily nejméně tři desítky lidí a zanechaly více než 160 raněných. Oběti na životech hlásil Kyjev, Dnipro, Oděsa či Lvov. Rusové zasáhli civilní infrastrukturu, kromě jiného obytné budovy, školy či nemocnice, např. porodnici v Dnipru.

## 2024
Ani do konce kalendářního roku 2023 nedošlo k ukončení bojů. První leden 2024 tak byl již 677. dnem otevřeného válečného konfliktu.